# Суфиев, Камол
Камол Суфиев — советский хозяйственный, государственный и политический деятель.

## Биография
Родился в 1931 году в кишлаке Кули Суфиен. Член КПСС с 1957 года.
С 1949 года — на хозяйственной, общественной и политической работе. В 1949—
2003 гг. — заведующий школьным отделом Нурекского райкома комсомола, старший инструктор комитета по дела культпросветучреждений при Совете Министров Таджикской ССР, военнослужащий Советской Армии, инструктор, второй секретарь, первый секретарь Колхозабадского райкома комсомола, секретарь Колхозабадского райкома партии, инструктор при парторге ЦК КП Таджикистана в Пянджском производственном управлении, заместитель секретаря парткома Колхозабадского производственного управления, секретарь Колхозабадского райкома партии, первый секретарь Ванчского райкома Компартии Таджикистана, слушатель Высшей партийной школы при ЦК КПСС в Москве, секретарь Колхозабадского, первый секретарь Орджоникидзеабадского райкома партии, первый секретарь Орджоникидзеабадского горкома Компартии Таджикистана, министр плодоовощного хозяйства Таджикской ССР, председатель президиума Торгово-промышленной палаты Республики Таджикистан.
Избирался депутатом Верховного Совета Таджикской ССР 9-10-го созывов.
Жил в Таджикистане.